# Juan José Vías Torres
Juan José Vías Torres (Madrid, 8 de junio de 1932 - Madrid, 24 de marzo de 2003) fue un baloncestista español.

## Trayectoria
Fue jugador del Liceo Francés y del Real Madrid. Con el Liceo Francés fue campeón del Campeonato de Castilla de baloncesto en 1951 y 1952.

## Selección nacional
Fue internacional con la Selección de baloncesto de España en 3 ocasiones, disputando el Pre-Mundial disputado en Niza para el Campeonato Mundial de Baloncesto de 1950 disputado en Buenos Aires, y para el que se clasificó el equipo español.